# Super Bomberman 3
Super Bomberman 3 est un jeu vidéo d'action développé et édité par Hudson Soft. Il est sorti en 1995 sur Super Nintendo au Japon et en Europe, et est le 3e épisode de la série Bomberman sur cette console, mais le premier à permettre de jouer à 5 en même temps.

## Système de jeu
L'un des ajouts de cette version de Bomberman est la possibilité de choisir un design différent pour les personnages en mode arène, soit le bomberman classique, soit un bomberman d'un autre pays (France, Mexique, Russie, Royaume-Uni, États-Unis, Kenya, Chine).